# ウォーンクリフ伯爵
ウォーンクリフ伯爵（英: Earl of Wharncliffe）は、イギリスの伯爵、貴族。連合王国貴族爵位。ウォーンクリフ男爵（Barons Wharncliffe）を前身として第3代ウォーンクリフ男爵が1876年に叙位されたことに始まる。ビュート侯爵家の分流にあたる。

## 歴史

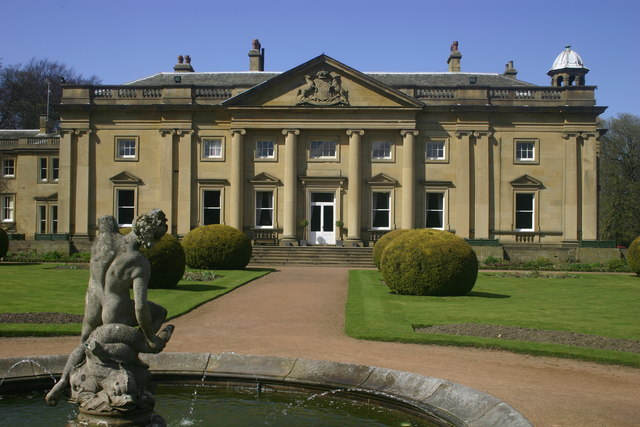
伯爵家の邸宅ウォートリー・ホール

その祖ジェームズ・ステュアート(1776-1845)はピール派に属するトーリー党の政治家で、ピール内閣下の王璽尚書や枢密院議長職を歴任した人物である。ステュアートは首相を務めた第3代ビュート伯爵を祖父に持つため、彼を祖とする伯爵家はビュート侯爵家の分流にあたる。彼は1826年7月12日に連合王国貴族爵位のヨーク州ウォートリーのウォーンクリフ男爵(Baron Wharncliffe, of Wortley in the County of York)に叙せられて貴族となった。
さらに、その孫にあたるエドワード(1827-1899)が1876年1月15日にウォーンクリフ伯爵(Earl of Wharncliffe)及びヨーク州ウェスト・ライディングにおけるカールトンのカールトン子爵(Viscount Carlton, of Carlton in the West Riding of the County of York)を授けられて伯爵家を興した。この二つの爵位は連合王国爵位であり、いずれに対しても弟フランシスとその子孫にも相続を認める特別継承権が付与されていた。そのため、初代伯が男子のないまま没すると、爵位は甥のフランシス（2代伯、1856-1926）が襲爵した。これ以降はその男系子孫によって爵位は継承され続けている。
2代伯の直孫にあたる4代伯アラン(1935-1987)が男子なく死去すると、爵位はアメリカ合衆国メイン州在住の遠縁リチャードが継承した。ただし、伯爵家邸宅ウォートリー・ホールに関しては4代伯の娘へ相続がなされたため、5代伯リチャード(1953-)は一族の地所を受け継ぐことは出来なかった。その5代伯が伯爵家現当主である。
一族からは特筆すべき人物が輩出されている。初代男爵の弟ジョン(1773-1797)及び次男チャールズはいずれもボシニー選挙区選出の庶民院議員を務めている。そのチャールズの娘ヴィクトリア・ウェルビー女史は哲学者、作曲家及び水彩画家として活動した。また、2代男爵の三男ジェームズはニュージーランドに移住したのち同地で地主となった。彼は1853年にニュージーランド議会議員に選出されている。
伯爵家のモットーはビュート侯爵家と同じく『祖先の栄光とともに繁栄す(Avito Viret Honore)』。

## 現当主の保有爵位
現当主である第5代ウォーンクリフ伯爵リチャード・アラン・モンタギュー=ステュアート=ウォートリー=マッケンジー は以下の爵位を有する。
- 第5代ウォーンクリフ伯爵(5th Earl of Wharncliffe)
(1876年1月15日の勅許状による連合王国貴族爵位)
- 第5代ヨーク州ウェスト・ライディングにおけるカールトンのカールトン子爵(5th Viscount Carlton, of Carlton in the West Riding of the County of York)
(1876年1月15日の勅許状による連合王国貴族爵位)
- 第7代ヨーク州ウォートリーのウォーンクリフ男爵(7th Baron Wharncliffe, of Wortley in the County of York)
(1826年7月12日の勅許状による連合王国貴族爵位)

## 一覧

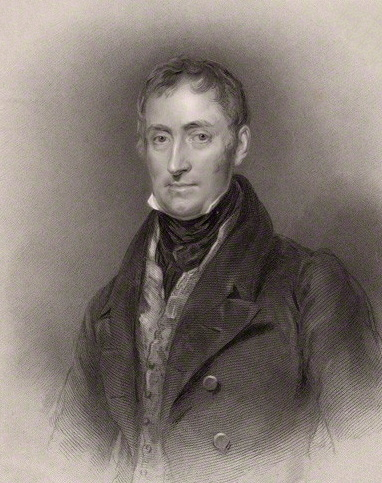
初代ウォーンクリフ男爵

### ウォーンクリフ男爵（1826年）
- 初代ウォーンクリフ男爵ジェームズ・アーチボルド・ステュアート＝ウォートリー＝マッケンジー (1776–1845)
- 第2代ウォーンクリフ男爵ジョン・ステュアート＝ウォートリー＝マッケンジー (1801–1855)
- 第3代ウォーンクリフ男爵エドワード・モンタギュー=ステュアート=ウォートリー＝マッケンジー (1827–1899)

### ウォーンクリフ伯爵（1876年）
- 初代ウォーンクリフ伯爵エドワード・モンタギュー=ステュアート=ウォートリー＝マッケンジー (1827–1899)
- 第2代ウォーンクリフ伯爵フランシス・ジョン・モンタギュー=ステュアート=ウォートリー=マッケンジー (1856–1926)
- 第3代ウォーンクリフ伯爵アーチボルド・ラルフ・モンタギュー=ステュアート=ウォートリー=マッケンジー（英語版） (1892–1953)
- 第4代ウォーンクリフ伯爵アラン・ジェームズ・モンタギュー=ステュアート=ウォートリー=マッケンジー (1935–1987)
- 第5代ウォーンクリフ伯爵リチャード・アラン・モンタギュー=ステュアート=ウォートリー=マッケンジー (1953- )

爵位の法定推定相続人は、現当主の息子であるカールトン子爵(儀礼称号)リード・モンタギュー＝ステュアート＝ウォートリー＝マッケンジー。